# Diferență de ecartament
Diferența de ecartament apare la întâlnirea a două căi ferate cu ecartamente diferite. În acest caz, se efectuează o manevră automată sau semiautomată de schimbare a roților sau de transferare a mărfurilor sau pasagerilor în alte vagoane.